# (17250) Genelucas
(17250) Genelucas est un astéroïde de la ceinture principale.

## Description
(17250) Genelucas est un astéroïde de la ceinture principale. Il fut découvert le 11 avril 2000 à Fountain Hills (Arizona) par Charles W. Juels. Il présente une orbite caractérisée par un demi-grand axe de 2,81 UA, une excentricité de 0,16 et une inclinaison de 2,0° par rapport à l'écliptique.

## Compléments